# Asura confluens
Asura confluens là một loài bướm đêm thuộc phân họ Arctiinae, họ Erebidae.